# Напалм

Тренировочный сброс напалма американским истребителем North American F-100 Super Sabre

Напа́лм (англ. napalm — сокращение от англ. naphthenic acid — нафтеновая кислота и англ. palmitic acid — пальмитиновая кислота) — загущённый бензин, горючий продукт, применяемый в качестве зажигательных и огнемётных смесей. Используется как оружие.
Напалм легко воспламеняется, горит относительно медленно (скорость сгорания зависит от вязкости), выделяя густой чёрный дым (температура пламени — 500…900 °C в зависимости от вида горючего); благодаря своей гелеобразной консистенции он хорошо прилипает к поражаемым объектам, в том числе и к вертикальным поверхностям.

## Разработка
Во Второй мировой войне воюющие стороны использовали бензин в огнемётах. Однако чистый бензин из-за малой вязкости слишком легко растекается, что ведёт к быстрому увеличению площади горения, вследствие этого и к быстрому сгоранию, а потому он не может быть эффективным боевым зажигательным средством. Требовалось вещество, дающее сильный постоянный огонь, при этом не сгорающее слишком быстро.
Довоенные разработки желеобразных горючих средств требовали в качестве компонента-загустителя каучук, дефицитный в военное время. В 1942 году исследователи в Гарвардском университете под руководством доктора Луиса Физера (Louis Fieser) и Химический корпус армии США (U.S. Army Chemical Corps) нашли решение, не требовавшее каучука. Им оказалась смесь на основе бензина с нафтенатами и пальмитатами алюминия в качестве загустителя, известная теперь как напалм, — легко загорающаяся и долго горящая.

## Изготовление, характеристики и типы
Напалм получают путём добавления к жидкому горючему (бензин, керосин и другие нефтепродукты) специальных загустителей, состоящих из смеси алюминиевых солей органических кислот — нафтеновых, пальмитиновой и др. Количество загустителя по отношению к массе горючего составляет для бензина (газолина) 4—11 %, консистенция получаемого напалма варьируется от вязкой жидкости до почти нетекучего желе.
В США был разработан на основе полистирола новый напалм — так называемый «Напалм-В», прилипающий даже к влажным поверхностям. Напалм-В характеризуется более высокой интенсивностью и температурой горения (1200…1500 °C против 900 °C у обычного напалма). При хранении стабилен (не расслаивается). Напалм-В состоит из 3 компонентов: загуститель (полистирол), растворитель (в оригинальной версии бензол) и разбавитель (бензин). Все компоненты тщательно перемешиваются и запаковываются в герметичные ёмкости. Известны случаи суррогатов «Напалма-В», которые изготавливались в домашних условиях.
При добавлении к напалму сплавов щелочных металлов смесь самовоспламеняется на цели, особенно когда цель влажная или покрыта снегом. Такие смеси называют супернапалмом; их нельзя тушить водой.
Другой модификацией напалма являются пирогели, получающиеся при введении в напалм магния и неорганических окислителей: температура пламени получаемой зажигательной смеси повышается до 1600 °C. Образуемые при горении шлаки способны прожигать даже металлические конструкции.
Пример из Древнего мира — «греческий огонь», состоявший из нефти, селитры (в качестве неорганического окислителя) и серы.

## Боевое применение

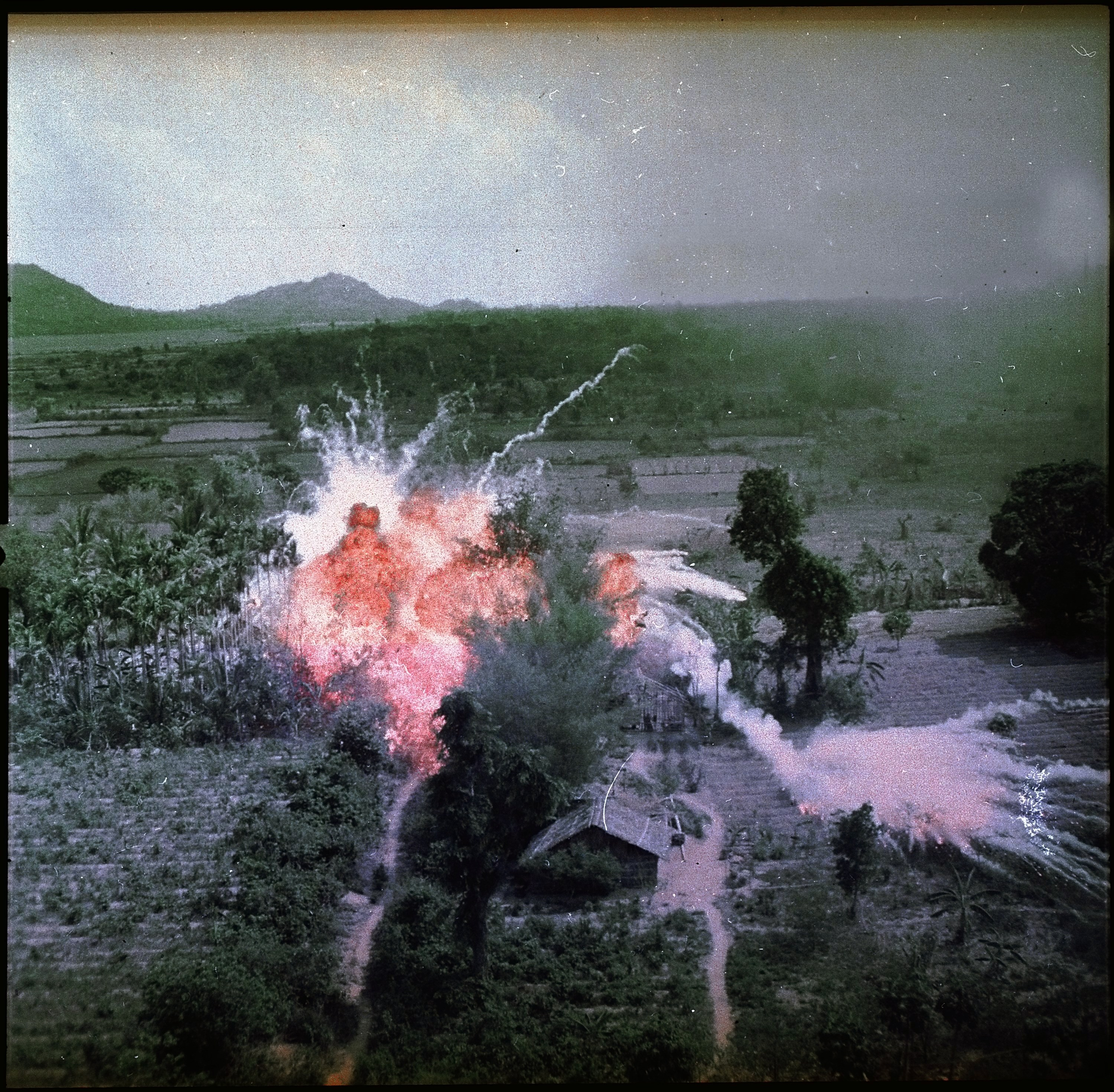
Применение напалма во время войны во Вьетнаме

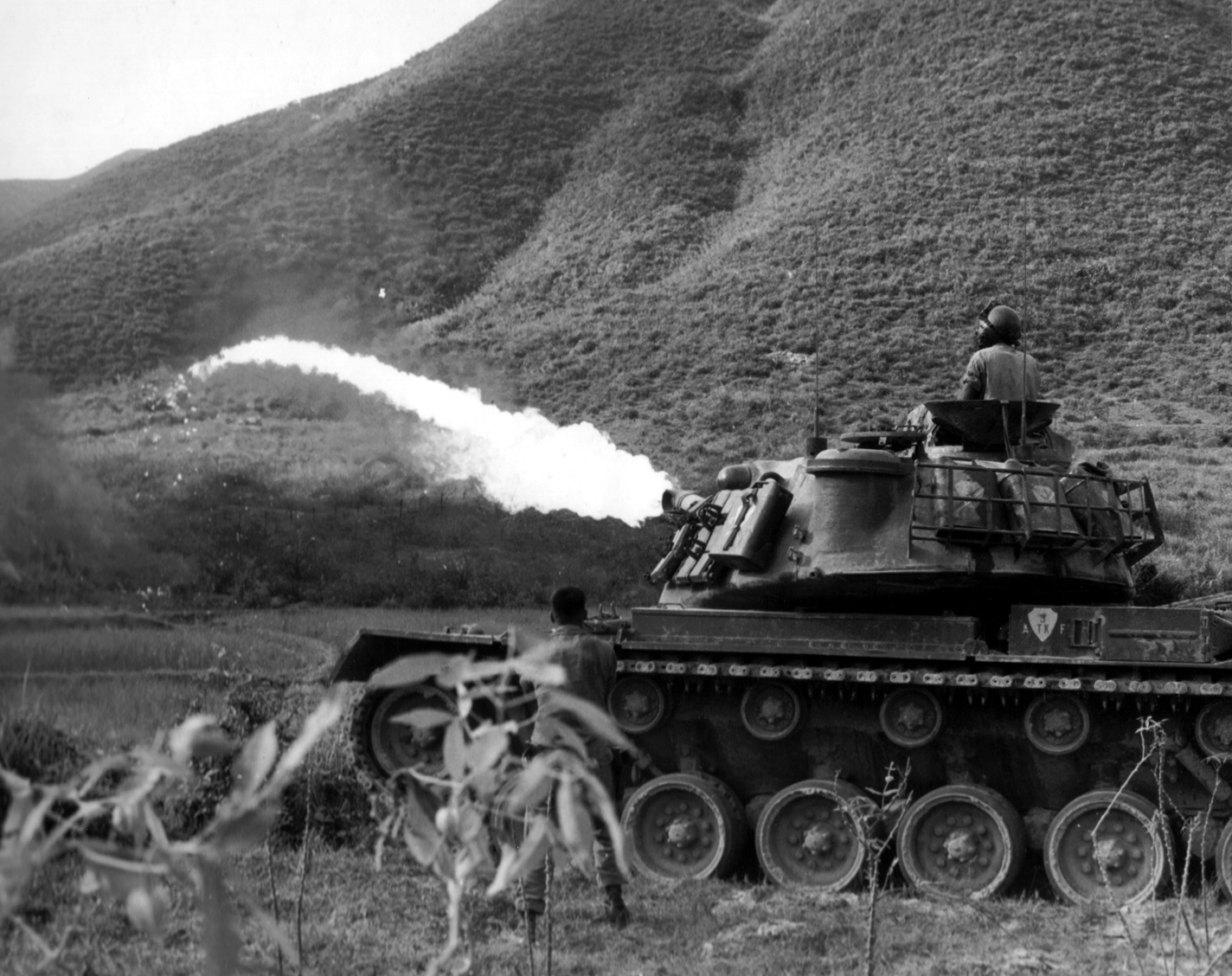
Американский огнемётный танк M67 во Вьетнамской войне. 1966 год

Напалм применяется в авиационных бомбах, огневых фугасах, в ранцевых (носимых) и механизированных огнемётах, зажигательных патронах для поражения живой силы, боевой техники и создания пожаров.
Напалм был впервые принят на вооружение в Вооружённых силах США в 1942 году и впервые был применён в боевых условиях 17 июля 1944 года во время налёта истребителей-бомбардировщиков P-38 ВВС Армии США на немецкий склад топлива в Кутансе, Франция.
В своей книге «Война на море» Честер Нимиц пишет: «24 июня, в то время как 2-я дивизия морской пехоты предприняла демонстративную высадку на южный участок, 4-я дивизия морской пехоты была переброшена с Сайпана на северо-западную оконечность Тиниана. Плавающие бронетранспортеры, подходившие к берегу пятнадцатью волнами, быстро доставили пехоту на остров. Тростниковые поля равнинного Тиниана почти не давали японцам возможности укрыться, поэтому морская пехота отказалась от своей обычной тактики стремительных атак и равномерно продвигалась под прикрытием заградительного огня артиллерии. Здесь авиация впервые использовала напалмовые бомбы для уничтожения очагов сопротивления противника».
Напалм применялся авиацией США во время Второй мировой войны. 10 марта 1945 года осуществлён налёт войсками США на деревянный город Токио, при котором были истреблены сто тысяч мирных жителей. Также в Корейской войне в 1950—1953 и особенно широко — во время войны во Вьетнаме в 1964—1973. Особенным широким было применение напалма американцами в ходе Тетского наступления против Вооружённых сил Северного Вьетнама весной 1968 г.
В нем использовались главным образом 750 фунтовые напалмовые баки BLU-1, каждый из которых, при правильном сбросе, мог выжечь всё живое на площади примерно 90×45 метров. Применялся с истребителей-бомбардировщиков F-100 Super Sabre, F-105 Thunderchief, F-4 Phantom, F-5 Freedom Fighter, F-8 Corsair и штурмовиков A-1 Skyraider, A-4 Skyhawk, A-6 Intruder, A-7 Corsair.
Напалм применялся Израилем в ходе шестидневной войны 1967 года и в ходе боевых действий в Ливане в 1980-е годы.
В ходе «100-часовой» войны между Сальвадором и Гондурасом в июле 1969 года военно-воздушные силы Гондураса несколько раз бомбили позиции сальвадорских войск топливными баками с напалмом.
Военно-воздушные силы Индии использовали напалмовые бомбы в ходе войны против Пакистана в 1971 году. Одна индийская эскадрилья сбросила 1720 литров напалма за 8 дней
В ходе гражданской войны в Сальвадоре военно-воздушные силы Сальвадора неоднократно бомбили территории, находившиеся под контролем повстанцев ФНОФМ зажигательными авиабомбами, снаряженными напалмом. В 1984 году командующий сальвадорскими ВВС подтвердил перед конгрессом США применение снаряженных напалмом авиабомб и сообщил, что эти бомбы были приобретены в Израиле.
Военно-воздушные силы Аргентины применяли со штурмовиков «Пукара» бомбы, снаряжённые напалмом, против британских сил во время боёв за Фолклендские острова в 1982 году.
Ирак применял напалм против Ирана во время ирано-иракской войны.
В 2003 году появились сообщения о применении США и Великобританией напалма во время войны в Ираке против иракской армии.
Эффект применения напалма невозможно предугадать, так как поражающее действие от него распространяется неконтролируемо. Известно множество эпизодов во время Второй мировой, Корейской и Вьетнамской войн, когда от напалма страдали мирные жители, а также дружественные войска.

## Запрет на применение
В 1980 году ООН была принята Конвенция о некоторых видах обычных вооружений и связанный с ней «Протокол о запрещении или ограничении применения зажигательного оружия» (Протокол III), которым запрещалось применение зажигательного оружия, в том числе и напалма, против мирного населения.
По состоянию на 2005 год, к Конвенции и её протоколам присоединились 99 стран, в том числе почти все государства Европы, включая Россию. Из них к Протоколу III не присоединились 7 стран — Израиль, США, Туркменистан, Турция, Марокко, Южная Корея и Монако.
Ещё 6 стран (Афганистан, Вьетнам, Египет, Исландия, Нигерия, Судан) подписали, но не ратифицировали Конвенцию.
Из стран СНГ к Конвенции и, соответственно, к Протоколу III не присоединились Армения, Азербайджан, Казахстан и Киргизия.